# Alejandro Fuenmayor
Alejandro Enrique Fuenmayor Castillo (Maracaibo, 29 agosto 1996) è un calciatore venezuelano, difensore del Monagas.

## Caratteristiche tecniche
È un difensore centrale.

## Carriera
Cresciuto nelle giovanili del Carabobo, esordisce in prima squadra il 22 settembre 2013 in occasione del match di campionato vinto 2-0 contro il Dep. La Guaira.
Il 16 gennaio 2018 viene ceduto allo Houston Dynamo.
Il 5 gennaio 2022 firma per gli Oakland Roots.

## Palmarès
- USL Championship: 1

Phoenix Rising: 2023